# Finanzgericht Württemberg-Hohenzollern
Das Finanzgericht Württemberg-Hohenzollern war ein Gericht der Finanzgerichtsbarkeit mit Sitz in Tübingen, das von 1947 bis 1952 bestand. Es wurde durch Rechtsanordnung vom 21. März 1947 (Reg.Bl. S. 102) gegründet und war örtlich für das ganze Land Württemberg-Hohenzollern zuständig. Es handelte sich noch nicht um ein gänzlich selbständiges Gericht, sondern war organisatorisch und personell mit der Landesdirektion der Finanzen verbunden. Nach der Gründung des Landes Baden-Württemberg wurde das Gericht zum 23. Dezember 1952 aufgelöst und sein Gerichtsbezirk dem Finanzgericht Stuttgart zugeteilt.